# Cichlasoma orientale
Cichlasoma orientale är en fiskart som beskrevs av Kullander, 1983. Cichlasoma orientale ingår i släktet Cichlasoma och familjen Cichlidae. Inga underarter finns listade i Catalogue of Life.